# 彌永和子
彌永和子（日语：弥永 和子，1947年4月14日—2014年11月1日）是日本福岡縣出身的女演員及配音員。過往隸屬於81 Produce。她的丈夫大塚芳忠是一位配音員。
2014年11月1日，因敗血症病逝，終年67歲。

## 外部連結
- 彌永和子在動畫新聞網百科全書中的資料（英文）